# Tillandsia aeranthos
Tillandsia aeranthos (Loisel.) L.B.Sm. è una pianta epifita appartenente alla famiglia delle Bromeliacee.
Si trova nei boschi o nelle montagne di Argentina, Brasile, Paraguay e Uruguay ove è chiamata comunemente clavel de aire (garofano d'aria) o clavel aéreo.

## Descrizione

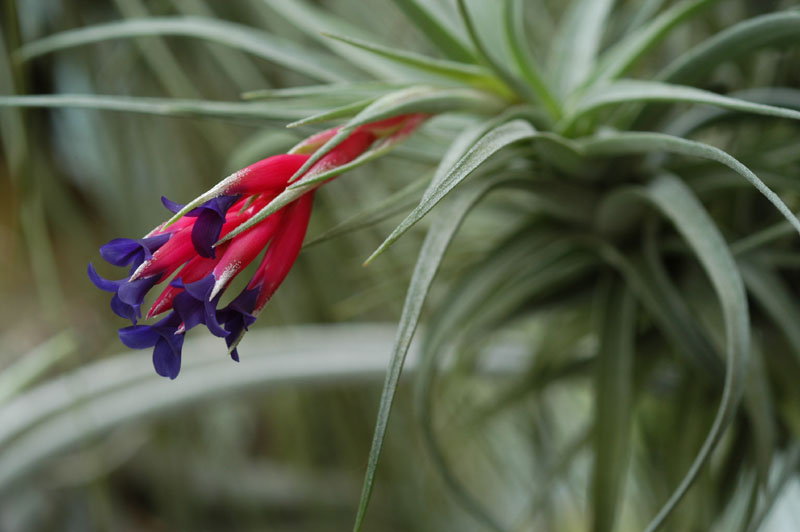
Infiorescenza

Tillandsia aeranthos ha foglie strette e sottili; vive bene in aree umide, dal livello del mare sino a varie centinaia di metri di altitudine. Ricava il nutrimento dall'aria (polvere, foglie che cadono e materiale proveniente dagli insetti) per mezzo di particolari strutture presenti sulle foglie chiamate tricomi.
In natura cresce sopra altre piante (perciò è detta epifita), ma senza parassitarle, fuori della terra, generalmente su alberi, rocce, o pali del telefono, e perfino muri delle case.
La pianta madre, dopo l'unica fioritura della sua vita (monocarpica), produce le piante nuove; una sola pianta può produrne una dozzina.

## Usi
Tillandsia aeranthos può essere usata come pianta ornamentale, potendo crescere bene anche in appartamento.
È stata studiata da alcuni ricercatori delle Università di Firenze e Bologna perché ha dimostrato di poter assorbire e metabolizzare gli Idrocarburi Policiclici Aromatici (IPA) generati dai processi di combustione incompleta di benzina e gasolio, purificando l'aria senza inquinare la terra.